# へそのお (秀吉のアルバム)
『へそのお』は、秀吉の1枚目のオリジナルミニアルバム。2008年11月6日にLastrum Music Entertainment Inc.からリリースされた。

## 概要
秀吉にとっての1枚目となるオリジナルミニアルバム。全7曲。
自主制作盤がノンプロモーションにもかかわらず好セールスを記録したことで話題となり、今作でデビュー。タワレコメンにも選出された。
アルバムアートワークは柿澤によるものである。

## 収録曲
（全作詞・作曲：柿澤秀吉、編曲：秀吉）
1. きたない世界 [4:00]
本作のリードトラック。
MVが存在する。
2. がらんどう [4:37]
3. 水彩の町 [4:54]
4. ピノキオ [5:12]
ライブで人気の楽曲。
リリースから5年を記念して2013年11月にこれまでのメモリアルな写真で構成されたMVがYouTubeで公開された。
5. 白い電車 [4:24]
6. へそ飛行機 [4:33]
7. レムタイム [6:03]